# Gruffydd ap Llywelyn Fawr
Pour les articles homonymes, voir Gruffydd ap Llywelyn.

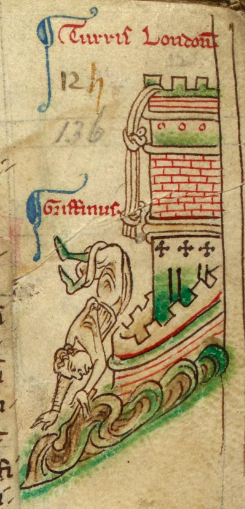

Gruffydd ap Llywelyn Fawr (1200 – 1er mars 1244) fut le fils aîné illégitime de Llywelyn le Grand (Llywelyn Fawr en gallois).

## Origine
Gruffydd nait de la liaison de son père avec Tangwystl fille de Llywarch Goch de Rhos. 

## Jeunesse
Lorsqu'il était adolescent, Gruffydd était l'un des otages réclamés aux princes et nobles gallois par le roi Jean d'Angleterre en guise de bonne foi. À la mort de son père en 1240, il aurait pu recevoir une part du royaume de son père en vertu de la loi galloise de l'époque. Mais Llywelyn avait fait de son seul fils légitime, Dafydd, son unique héritier. Llywelyn avait considérablement préparé le terrain pour Dafydd, probablement conscient que Gruffydd risquait d'être mieux accepté. Dafydd était en effet à moitié anglais.

## Prétendant
Gruffydd fut fait prisonnier par Dafydd quand ce dernier prit possession du Gwynedd. À la suite de l'invasion des frontières galloises menée par le roi Henri III d'Angleterre en 1241, Dafydd fut contraint de lui livrer Gruffydd, donnant la possibilité à Henri d'utiliser son frère contre lui. Mais Gruffydd tenta de s'échapper de la Tour de Londres en 1244. On raconte qu'il attacha des draps pour se faire une corde, mais étant trop lourd, ceux-ci se déchirèrent et il chuta. En 1248, les abbés de Strata Florida et d'Aberconwy firent rapatrier son corps au Gwynedd et il fut enterré avec son père à Aberconwy.

## Postérité
De son union avec une certaine Senena Gruffydd ap Llywelyn Fawr laisse cinq enfants. Ses quatre fils se disputèrent et Llywelyn triompha des autres, devenant le dernier grand roi gallois.
- Owain,
- Llywelyn,
- Dafydd
- Rhodri.
- Gwladus († 1261) épouse de Rhys Mechyll ap Rhys  († 1244) prince de Deheubarth

## Sources
- (en) Timothy Venning, The Kings & Queens of Wales, Mill Brimscombe Port Stroud, Amberley Publishing,, 2013 (ISBN 9781445615776), p. 91, 93, 95, 99, 121
- (en) David Walker, Medieval Wales, Cambridge, Cambridge University Press, 1990 réédition 1999 (ISBN 0521311535), p. 99, 103-07, 132